# Cinco canciones negras
Cinco canciones negras és un cicle de cançons compost per Xavier Montsalvatge l'any 1945. Va ser el seu primer èxit a nivell internacional alhora que va ser la primera incursió d'aquest compositor en el món del lied, i té les seves arrels a les reflexions i pensaments del mateix autor després de l'èxit que va tenir la «Canción de cuna para dormir un negrito» per a soprano i piano a la seva estrena, el 18 de març de 1945 a l'Ateneu Barcelonès, de la mà de la soprano Mercè Plantada acompanyada al piano per Pere Vallribera.

## Història
Després de l'èxit que va tenir la peça Canción de cuna para dormir un negrito, basada en textos del poeta Ildefonso Pereda Valdés, el compositor va decidir que aquesta cançó de bressol inicial podia anar precedida i seguida d'altres peces per tal de formar un conjunt que, inicialment, va pensar com un recull de tres cançons de manera que el cicle comencés per una melodia preparatòria vigorosa i finalitzés amb una altra viva i alegre.
D'aquesta forma, el cicle va anar prenent forma incorporant a la primera peça que va compondre per a aquest cicle, la immediatament anterior Chévere, i la posterior Canto negro, a partir de textos poètics de Nicolás Guillén, però, quan l'autor pràcticament donava per finalitzada la seva composició a manera de tríptic líric, va decidir afegir-hi una nova peça, basada en el poema Punto de habanera de Néstor Lujan, amb una línia musical ingràvida i tènue, d'una natura evocadora molt d'acord amb el text, alhora que va obrir la porta a l'addició d'una cinquena obra per tal de completar el conjunt. En aquest cas, l'obra escollida per obrir el cicle a la seva versió final van ser els nostàlgics versos de Rafael Alberti, Cuba dentro de un piano.
Finalment, el cicle de cançons va quedar conformat per les següents obres, en aquest ordre: 
- Cuba dentro de un piano»
- Punto de habanera
- Chévere
- Canción de cuna para dormir un negrito
- Canto negro.

L'obra es va estrenar com a conjunt, també de la mà de Mercè Plantada, a l'Ateneu Barcelonès el 14 de juny de 1945, i la bona acollida per part de la crítica i el públic van fer que l'autor es reafirmés en la idea d'orquestrar la part pianística, el que va fer uns anys després estrenant l'obra en aquest format, en aquesta ocasió al Palau de la Música Catalana, el 18 de febrer de 1949, amb l'Orquestra Municipal de Barcelona sota la direcció del mestre Eduard Toldrà.
La partitura va ser editada en primer lloc per Enric Climent a Clivis Publicacions l'any 1945 i, posteriorment, va ser editada per l'editorial nord-americana Southern Music Publishing Co. l'any 1958, convertint-se en una de les obres més famoses de Montsalvatge, i esdevenint l'obra d'aquest compositor més enregistrada.

## Temàtica i contingut de les cançons
En aquest conjunt destaca la presència de ritmes i temes antillans, que marquen l'inici del període postnacionalista de Montsalvatge, en el que les seves obres mostren una clara tendència a relacionar el folklore català amb els ritmes i timbres propis del període final de la colonització espanyola dels territoris americans com Cuba.
D'altra banda, un fet característic de les Cinco canciones negras és el fet que estiguin basades en poesia afroantillana, un corrent poètic que fa èmfasi en -independentment de l'ús més o menys freqüent d'un cert dialectalisme o expressions vinculades a una determinada parla- veure les coses des del punt de vista dels negres antillans, de manera que tot el missatge està impregnat dels ritmes i sentiments "negres". En aquest cas, la diferencia en front de la poesia negra americana radica al fet que els negres, a la zona antillana, estan plenament integrats des de fa diverses generacions a la societat i no són un element de ruptura con podien ser, a l'època, als Estats Units. En aquest sentit la poesia de personatges com Emilio Ballagas o Nicolas Guillen incorpora els elements característic de la cultura negra des d'un punt de vista plenament natural i harmonitzat amb el seu entorn.

### Cuba dentro de un piano

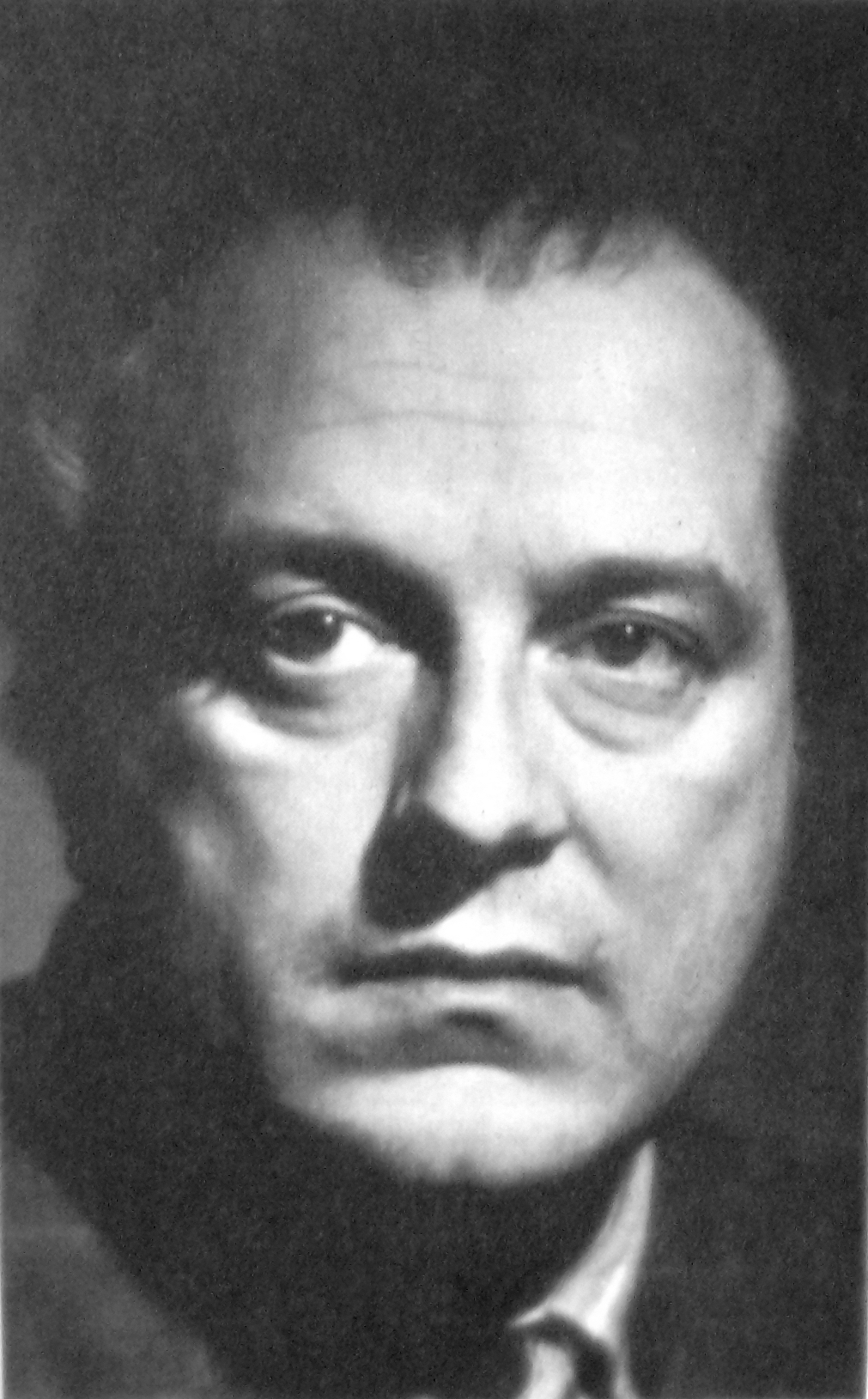
Rafael Alberti

Aquesta peça es basa en un poema original de Rafael Alberti que porta el mateix títol, i que forma part del llibre «13 bandas y 48 estrellas (Poema del Mar Caribe)» publicat per primer cop l'any 1936, que està inspirat en la pèrdua de les colonies espanyoles (Cuba, Puerto Rico i Filipines) al 1898, i és una fusió en la que Rafael Alberti juga amb els records de la seva casa i la seva ciutat natal intercalant-hi fragments d'havaneres que sentia tocar la seva mare al piano i que eren força habituals al Cadis de principis del segle xx, de manera que es barregen de forma subtil delicades imatges líriques amb elements surrealistes.
El poema original, que es va convertir a la lletra d'aquesta primera cançó, el podem trobar a continuació: 
«Cuando mi madre llevaba un sorbete de fresa por sombrero
y el humo de los barco aún era humo de habanero.
Mulata vuelta bajera...
Cádiz se adormecía entre fandangos y habaneras
y un lorito al piano quería hacer de tenor.
...dime dónde está la flor
que el hombre tanto venera.
Mi tío Antonio volvía con aire de insurrecto.
La Cabaña y el Príncipe sonaban por los patios de El Puerto.
(Ya no brilla la Perla azul del mar de las Antillas.
Ya se apagó, se nos ha muerto.)
Me encontré con la bella Trinidad...
Cuba se había perdido y ahora era de verdad.
Era verdad, no era mentira.
Un cañonero huído llegó cantándolo en guajira.
La Habana ya se perdió.
Tuvo la culpa el dinero...
Calló, cayó el cañonero.
Pero después, pero ¡ah! después
fué cuando al SÍ lo hicieron YES..»
El sentit del poema és molt clar, i també resulta molt fàcil veure la barreja d'imatges de la seva infància gaditana i de sons i sentiments cubans, alhora que deixa entreveure un atac a la intervenció imperialista dels Estats Units a l'illa. En paraules del propi poeta, podríem dir que va ser «el primer poema antiimperialista en lengua castellana»
Pel que fa a la seva estructura mètrica, el poema no té cap regularitat, ja que tant la rima com la distribució del nombre de síl·labes per vers fluctuen segons les necessitats expressives del poeta, i l'estructura musical segueix una mica la mateixa idea del poema de manera que, encara que sembla clar que estem parlant d'una havanera atenent a les característiques musicals d'aquestes composicions, la seva concepció -tot i que podríem diferenciar una introducció, una part central o nus i una conclusió o desenllaç- també és bastant lliure.
Cuba Dentro de un piano va ser dedicada a la soprano Concepció Badia qui, a més d'haver estrenat gran part de l'obra vocal de Granados, Mompou, Falla i Ginastera, el que la destaca com una de les més grans interprets catalanes del segle xx, va ensenyar cant al Conservatori Municipal de Barcelona fent una gran tasca de promoció de la cançó contemporània fet que, a judici de Montsalvatge la va fer mereixedora d'aquesta dedicatòria.

### Punto de habanera
En aquest cas, la peça es basa en un poema original de Nestor Luján que porta el mateix títol i que, al seu torn està inspirat en un text manuscrit del segle XVIII que el poeta va adaptar a la realitat literària del moment, fent una adaptació sil·làbica i afavorint una rima més assonant que permet fer enllaços més ritmics, de manera que els versos (majoritàriament octosil·labics) flueixin entre si sense pausa donant una sensació de continuïtat.
«La niña criolla pasa con su miriñaque blanco
¡Qué blanco!
Hola crespón de tu espuma;
¡marineros contempladla!
Va mojadita de lunas
que le hacen su piel mulata.
Niña, no te quejes,
tan solo por esta tarde.
Quisiera mandar al agua
que no se escape de pronto
de la cárcel de tu falda,
tu cuerpo encierra esta tarde
rumor de abrirse de dalia.
Niña, no te quejes,
tu cuerpo de fruta está
dormido en fresco brocado.
Tu cintura vibra fina
con la noblez de un látigo,
toda tu piel huele alegre
a limonal y a naranjo.
Los marineros te miran
y se te quedan mirando.
La niña criolla pasa
con su miriñaque blanco.
¡Qué blanco!»
El text comença i acaba amb la noia criolla caminant més enllà d'un grup de mariners amb el seu mirinyac blanc i el poema està construït per tal d'oferir un punt de vista provocatiu sobre el concepte d'una noia inocent i virginal (aquí el blanc serviria com un símbol) que passeja al voltant dels mariners. D'altra banda, també s'especula amb el fet que Luján podria haver fet servir aquesta referència al color blanc per fer-la servir com a contrast amb el color de pell de la noia criolla.
Tot i portar per títol una certa relació amb el gènere musical de l'havanera el cert és que, sobre els versos del seu amic, Xavier Montsalvatge va fer servir com a música de fons una guajira, amb totes les característiques d'aquest tipus de composicions, i la va dedicar a la soprano Lola Rodríguez de Aragón, amb la que li unia una forta amistat.

### Chévere

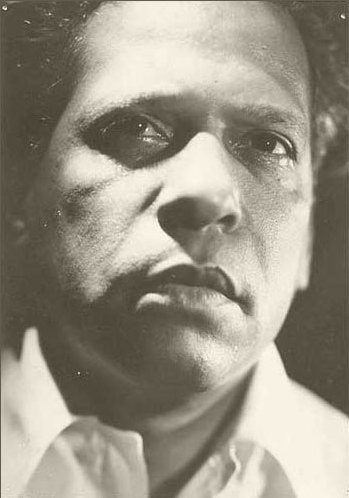
Nicolàs Guillén

En paraules del propi Xavier Montsalvatge, quan estava a la recerca de poesies que completessin la peça original d'aquest conjunt, li va atreure especialment un poema de Nicolàs Guillén. El text es deia «Chévere», que en el vocabulari antillà voldria dir alguna cosa semblant a «matón elegante», en una paraula que podria tenir el seu origen la paraula francesa «chevalier»
«Chévere del navajazo,
se vuelve él mismo navaja:
pica tajadas de luna,
mas la luna se le acaba;
pica tajadas de canto,
mas el canto se le acaba;
pica tajadas de sombra,
mas la sombra se le acaba,
y entonces pica que pica
came de su negra mala»
Sobre aquests versos Xavier Montsalvatge va fer servir com a música un coral luterà, anàleg a un coral gòspel basat en una peça que li va donar a conèixer el seu amic Ramón Masramón (rector de la parròquia de Jorba) interpretat a l'harmònium, que, de fet, és un tema que el mateix autor reconeix que ha repetit a diverses obres com l'Agnus Dei de la simfònia de requiem que va estrenar l'any 1986.
D'altra banda, el compositor va decidir dedicar aquesta peça al musicòleg portuguès Santiago Kastner, biògraf de Frederic Mompou, qui va escriure diversos articles elogiant les composicions de Montsalvatge.

### Canción de cuna para dormir un negrito
Com s'ha comentat a la introducció, la Canción de cuna para dormir un negrito va ser el punt de partida d'aquest cicle de cançons, i està basada a un text sense títol d'Ildefonso Pereda Valdés recollit a la seva obra «Antologia de la poesia negra americana» que va ser publicada per primer cop l'any 1936 per l'editorial Ercilla (Santiago de Chile) i que conté obres de diversos autors negres tant de l'Amèrica llatina com dels Estats Units, entre els quals destaquen figures com Langston Hughes o Nicolàs Guillén. De fet, aquest llibre, juntament amb la «Antologia de la poesia negra hispanoamericana» de Emilio Ballagas, publicada l'any 1935 per Aguilar (Madrid) podrien dir que són la base en la que es sustenta aquesta obra de Xavier Montsalvatge.
«Ninghe, ninghe, ninghe
tan chiquito,
el negrito
que no quiere dormir.
Cabeza de coco,
grano de café,
con lindas motitas,
con ojos grandotes
como dos ventanas
que miran al mar.
Cierra esos ojitos,
negrito asustado;
el mandinga blanco
te puede comer.
¡Ya no eres esclavo!
Y si duermes mucho,
el señor de casa
promete comprar
traje con botones
para ser un ‘groom.’
Ninghe, ninghe, ninghe,
duérmete, negrito,
cabeza de coco,
grano de café.»
Aquest poema és un poema de cinc estrofes de vers lliure hexasil·làbic, on les estrofes d'apertura i tancament són de quatre línies metre que les centrals oscil·len entre cinc i sis, i es tracta d'una cançó de bressol. En aquest cas, al igual que en la segona cançó el poeta juga amb simbolismes, en aquest cas per tal de ressaltar el color de la pell del nen associant-lo a un «grano de café», mentre que a «punto de habanera» ho fa mitjançant el contrast del mirinyac blanc amb el to de pell de la noia.
Des d'una perspectiva musical, la melodia es torna a basar en un ritme d'havanera en la que l'ostinato ritmic que podem trobar a partir de la introducció, i que ve marcat per les notes fonamental i cinquena dins de l'acord, voldria simbolitzar el balanceig d'un bressol.
Aquesta peça va estar dedicada per part del compositor a Mercè Plantada, la primera dona que la va interpretar.

### Canto negro
L'última cançó del cicle es basa a una altra poesia de Nicolàs Guillén que, en paraules del propi Montsalvatge «encontré perfecta para la última pieza, un «Canto negro» de ritmo fragoso combinado con una eufonía onomatopéyica a manera de típica rumba cubana que me permitía terminar el conjunto con brillantez vocal», i el cert és que aquest poema encaixa molt bé amb aquesta finalitat que expresa el compositor d'acabar l'obra amb un cant alegre, que explota i identifica l'alegria amb onomatopeies que simbolitzen el só de percussió estereotipic de l'origen africà de totes les peces que componen aquesta obra de forma contrastada a una certa tonalitat obscura i sinistre que podem trobar en altres peces, en las que els poemes -però també les sonoritats- semblen voler posicionar la identitat racial africana en el Caribe i l'Amèrica del Sud com un obstacle a la felicitat i/o a l'èxit.
«¡¡Yambambó, yambambé!
Repica el congo solongo
repica el negro bien negro;
congo solongo del Songo
baila yambó sobre un pie.
Mamatomba, serembe cuserembá.
El negro canta y se ajuma,
el negro se ajuma y canta,
el negro canta y se va.
Acuememe serembó aé;
yambó, aé.
Tamba, tamba, tamba, tamba,
tamba del negro que tumba;
tumba del negro caramba,
caramba, que el negro tumba:
¡Yamba, yambó, yambambé!»
En aquest cas, i de forma molt anàloga a la intenció del text, la música que va escollir Montsalvatge va ser una rumba cubana i, en aquesta ocasió, la peça està dedicada a Pierrette Gargallo, filla única de l'escultor aragonès Pablo Gargallo amb qui Montsalvatge tenia una gran amistat.

## Artistes i enregistraments
La llista d'intèrprets que, des de la seva estrena, han interpretat aquesta obra, tant a la seva modalitat de lied com en versió orquestral, inclou noms il·lustres del panorama internacional com ara Marilyn Horne, Alfredo Kraus, Ainhoa Arteta, Kathleen Battle o Montserrat Caballé, però podríem destacar dos casos singulars:
- Les interpretacions de Victoria de los Ángeles amb l'Orquesta del Conservatorio de París, dirigida per Rafael Frühbeck de Burgos de la que el propi Montsalvatge diu que es tracta d'un «prodigio de sensibilidad cuidada hasta límites de refinamiento inalcanzables, transparencia y dulzura en su dúctil fraseo, rigor técnico total y por encima de todo una nobleza de estilo que a mí me hace olvidar a todas las demás cantantes, haciendo de ella el prototipo de artista genial en su especialidad».[17]

- Les interpretacions, en un to més greu, de Teresa Berganza, la gran mezzo madrilenya a la que el compositor va considerar «la mejor intérprete» de sus «Canciones Negras», després de l'enregistrament que va fer, juntament amb Félix Lavilla, l'any 1974.[17]